# MADE (BIGBANG專輯)
《MADE》是韓國男子音樂組合BIGBANG時隔八年推出的第三張韓語正規專輯，由YG娛樂製作，KT音樂發行，於2016年12月13日午夜0時（KST）通過各大數位音樂網站公開線上音源，同年12月23日為實體專輯發行日。

## 簡介
在完整版專輯發行之前，MADE分為四個部分，以每個月發售包含一首收錄曲以上的單曲專輯形式進行，從2015年5月1日起依次每月1日發佈《M》、《A》、《D》直至8月份，發行最後一張單曲專輯《E》後，將於2015年9月發行「Made Series」的完整版正規專輯《MADE》，然而，由於組合的繁忙行程與正在活動的世界巡迴演唱會「BIGBANG 2015 WORLD TOUR MADE」需要給予成員們休息的時間以及表示為了更完美的呈現決定追加新曲，在9月的前三週停止各式的宣傳行程並將時間全數投入在新曲創作之中，不得已推遲專輯的發行。2015年8月18日，所屬經紀公司YG娛樂正式宣佈正規專輯將延後推出。2016年9月，成員勝利於Naver V App直播中預告新作即將完成，同年11月，歌謠界相關人士透露BIGBANG正在拍攝新曲音樂錄影帶，並表示預計於今年年底前發行完整作品。

### 預告
2016年11月18日，YG娛樂於上午通過官方SNS發佈旗下藝人回歸預告「WHO'S NEXT?」引發各界猜測，19日證實了BIGBANG回歸的消息，並再次透過官方SNS釋出回歸海報，預告正規三輯即將推出。11月22日，正式宣佈BIGBANG將於12月12日回歸樂壇，發行《MADE》完整專輯。
2016年12月6日，所屬經紀公司於官方網站公開BIGBANG首波歌曲概念照以及公佈此次回歸主打曲為〈Fxxk It〉。12月7日，公佈第二首主打歌曲定名為〈Last Dance〉並宣佈成員將於新曲發售前一個小時，即12月12日晚間11時（KST）進行Naver V App直播與歌迷見面。12月8日，公開第三首新曲〈Girlfriend〉及專輯曲目表與製作資訊。12月9日、10日，分別在韓國時間上午十時通過官方YouTube頻道與官方博客發佈〈Fxxk It〉與〈Last Dance〉前導預告影像，同時還上傳了倒數計時「D-3」、「D-2」海報。
| 年份   | 發佈日期 | 版本                                                                 |
| ------ | -------- | -------------------------------------------------------------------- |
| 2016年 | 12月9日  | BIGBANG - ‘에라 모르겠다(FXXK IT)’ M/V TEASER （页面存档备份，存于） |
| 2016年 | 12月10日 | BIGBANG - ‘LAST DANCE’ M/V TEASER （页面存档备份，存于）             |

### 發行
2016年12月12日，韓國時間晚間11時，BIGBANG在官方Naver V App上展開「MADE THE FULL ALBUM」倒數計時直播節目，此次直播吸引150萬名觀眾同時線上觀看。時隔8年即將發售正規專輯的成員們難掩激動的心情除了向歌迷介紹新專輯外並在音源發佈前率先公開雙主打曲音樂錄影帶。
2016年12月13日，第三張正規專輯《MADE》於韓國時間午夜0時正式通過數位音樂網站公開，音源發佈後雙主打曲〈Fxxk It〉、〈Last Dance〉以及收錄曲〈Girlfriend〉隨即在韓國主要數位音樂網站依次空降第一、第二、第三位，僅1小時的時間三首歌曲均完美佔據八大音源榜前三名，其中〈Fxxk It〉一曲在排行榜上達成「All-Kill」，同日下午6時30分達成「Perfect All-Kill」，並在音源發佈後1小時內於Melon收聽人數創下2016年韓團第一，24小時內以1,210,585收聽人數刷新韓國流行音樂歷年最高紀錄，而在2015年發表的「Made Series」系列的八首單曲也再次全數進入榜單內，此外，回歸作品在海外也獲得多項佳績，至今專輯已在25個國家iTunes專輯排行榜位列第一，新曲則在哥斯達黎加、芬蘭、香港、印尼、澳門、馬來西亞、墨西哥、尼加拉瓜、挪威、菲律賓、新加坡、臺灣、泰國、土耳其、烏克蘭、越南等20個國家和地區獲得iTunes多項排行榜冠軍，於中國最大音樂網站QQ音樂排行榜「綜合新曲榜」、「流行指數榜」、「綜合MV榜」與「KPOP MV榜」均取得一位，與此同時，正規三輯《MADE》在被稱為中國三大音樂平台的QQ音樂、酷狗（KuGou）、酷我（KuWo）網上，在發售的第一天便以共計將近112萬張銷售量創下付費數字專輯銷售數值，而截至19日北京時間上午10時36分在QQ音樂迷你數字專輯則成功突破雙鑽石唱片等級認證，這是繼《D》、《E》後的第三張百萬銷量專輯，也是目前BIGBANG發行的數字專輯中的最高等級認證專輯。

### 評論聲譽
| 評論得分 | 評論得分 |
| 來源     | 評分     |
| -------- | -------- |
| IZM      | 3/5颗星  |
| 海峽時報 | 4/5颗星  |
| The Star | 8/10颗星 |

隨著完整正規專輯的推出，各界普遍給予了高度評價，不僅在2016年12月16日雙主打曲之一的〈Fxxk It〉被美國著名雜誌《紐約時報》選定為「本週關注歌曲」，正規專輯《MADE》更入圍Apple Music每週以全球音樂為對象介紹新人氣歌曲的「Best of the Week」必聽歌曲，此外，《MADE》專輯收錄的所有音樂視頻截至2016年12月18日止在YouTube上共有近7億的點閱率，BIGBANG作為與世界頂級歌手並駕齊驅的韓國藝人，再次展現了韓流指標性男團的地位。

#### 榮譽
| 評論家/刊物 | 列表                | 排名 | 參考文獻 |
| ----------- | ------------------- | ---- | -------- |
| 告示牌      | 2016年最佳K-Pop專輯 | 6    | [ 25 ]   |
| KKBOX       | 2016年十大韓國專輯  | 8    | [ 26 ]   |

## 專輯概要
此張專輯是繼2008年發行的《Remember》後時隔八年再次推出的韓語正規專輯，並再次以雙主打歌曲的方式呈現。《MADE》正規專輯將囊括2015年5月至8月推出的「Made Series」系列所有歌曲以及3首新曲。回歸新曲不僅有BIGBANG成員們參與，還包括YG娛樂知名製作人TEDDY、CHOICE37、24以及全鏞埈（音譯）等創作者參與其中，本次專輯也是BIGBANG出道十週年紀念專輯，為此，專輯共有6個Canvas版本， 以ARTWORK的方式表現出每位成員們和支持他們的歌迷。

## 曲目
| 曲序     | 曲目                                           |                           | 作曲                            | 编曲           | 时长  |
| -------- | ---------------------------------------------- | ------------------------- | ------------------------------- | -------------- | ----- |
| 1.       | Fxxk It（에라 모르겠다）                       | Teddy G-Dragon T.O.P      | Teddy G-Dragon R.Tee            | Teddy R.Tee    | 3:52  |
| 2.       | Last Dance                                     | G-Dragon T.O.P 太陽       | G-Dragon Jeon Yong Jun          | Seo Won Jin 24 | 4:40  |
| 3.       | Girlfriend                                     | Teddy G-Dragon T.O.P      | Teddy G-Dragon Choice37         | Teddy Choice37 | 3:49  |
| 4.       | Let's Not Fall in Love（우리 사랑하지 말아요） | Teddy G-Dragon            | Teddy G-Dragon                  | Teddy          | 3:42  |
| 5.       | Loser                                          | Teddy T.O.P G-Dragon      | Teddy Taeyang                   | Teddy          | 3:39  |
| 6.       | Bae Bae                                        | G-Dragon Teddy T.O.P      | Teddy G-Dragon T.O.P            | Teddy          | 2:49  |
| 7.       | Bang Bang Bang（뱅뱅뱅）                       | Teddy G-Dragon T.O.P      | Teddy G-Dragon                  | Teddy          | 3:40  |
| 8.       | Sober（맨정신）                                | Teddy G-Dragon T.O.P      | Teddy Choice37 G-Dragon         | Teddy Choice37 | 3:57  |
| 9.       | If You                                         | G-Dragon                  | G-Dragon P.K Dee.P              | P.K Dee.P      | 4:24  |
| 10.      | Zutter (GD&T.O.P)（쩔어）                      | G-Dragon Teddy T.O.P      | Teddy G-Dragon T.O.P            | Teddy          | 3:14  |
| 11.      | We Like 2 Party                                | Teddy Kush G-Dragon T.O.P | Teddy Kush Seo Won-jin G-Dragon | Teddy Kush     | 3:16  |
| 总时长： | 总时长：                                       | 总时长：                  | 总时长：                        | 总时长：       | 40:53 |

## 成績

### 榜單成績
| 地區 | 榜單           | 類型        | 類型 | 最高位置 | 停留時間                     | 唱片總銷量                                                                        | 參考資料      |
| MADE | MADE           | MADE        | MADE | MADE     | MADE                         | MADE                                                                              | MADE          |
| ---- | -------------- | ----------- | ---- | -------- | ---------------------------- | --------------------------------------------------------------------------------- | ------------- |
| 韓國 | Gaon榜         | 專輯榜      | 週榜 | #1       | 2017年1月1日－1月7日         | - 韓國：253,210+ - 美國：4,000+ - 中國：2,966,000+ - 日本：15,575+ - 臺灣：13.29% | [ 31 ]        |
| 韓國 | Gaon榜         | 專輯榜      | 月榜 | #1       | 2017年1月                    | - 韓國：253,210+ - 美國：4,000+ - 中國：2,966,000+ - 日本：15,575+ - 臺灣：13.29% | [ 31 ]        |
| 韓國 | Gaon榜         | 專輯榜      | 年榜 | #24      | 2016年                       | - 韓國：253,210+ - 美國：4,000+ - 中國：2,966,000+ - 日本：15,575+ - 臺灣：13.29% | [ 31 ]        |
| 美國 | Billboard      | 200大專輯榜 | 週榜 | #172     | 2016年12月31日－2017年1月6日 | - 韓國：253,210+ - 美國：4,000+ - 中國：2,966,000+ - 日本：15,575+ - 臺灣：13.29% | [ 28 ] [ 32 ] |
| 美國 | Billboard      | 數位專輯榜  | 週榜 | #24      | 2016年12月31日－2017年1月6日 | - 韓國：253,210+ - 美國：4,000+ - 中國：2,966,000+ - 日本：15,575+ - 臺灣：13.29% | [ 28 ] [ 32 ] |
| 美國 | Billboard      | 熱門專輯榜  | 週榜 | #1       | 2016年12月31日－2017年1月6日 | - 韓國：253,210+ - 美國：4,000+ - 中國：2,966,000+ - 日本：15,575+ - 臺灣：13.29% | [ 28 ] [ 32 ] |
| 美國 | Billboard      | 獨立專輯榜  | 週榜 | #1       | 2016年12月31日－2017年1月6日 | - 韓國：253,210+ - 美國：4,000+ - 中國：2,966,000+ - 日本：15,575+ - 臺灣：13.29% | [ 28 ] [ 32 ] |
| 美國 | Billboard      | 世界專輯榜  | 週榜 | #1       | 2016年12月31日－2017年1月6日 | - 韓國：253,210+ - 美國：4,000+ - 中國：2,966,000+ - 日本：15,575+ - 臺灣：13.29% | [ 28 ] [ 32 ] |
| 英國 | OCC            | 下載專輯榜  | 週榜 | #67      | 2016年12月16日－12月22日     | - 韓國：253,210+ - 美國：4,000+ - 中國：2,966,000+ - 日本：15,575+ - 臺灣：13.29% | [ 33 ]        |
| 法國 | SNEP           | 專輯下載榜  | 週榜 | #39      | 2016年12月9日－12月15日      | - 韓國：253,210+ - 美國：4,000+ - 中國：2,966,000+ - 日本：15,575+ - 臺灣：13.29% | [ 34 ]        |
| 臺灣 | 玫瑰大眾風雲榜 | 東洋榜      | 週榜 | #1       | 2017年1月6日－1月12日        | - 韓國：253,210+ - 美國：4,000+ - 中國：2,966,000+ - 日本：15,575+ - 臺灣：13.29% | [ 35 ]        |

### 音樂節目榜單排名＆獎項
| Fxxk It | [1]                                     | (1) | [1] | / | 2 |
| Last Dance | /                                       | 1   | 2   | / | / |
| Girlfriend | /                                       | 4   | /   | / | / |
| \| - 「(1)」：兩星期冠軍 - 「[1]」：三星期冠軍 - 「{1}」：四星期冠軍 \| - 「/」表示未有相關資料 - 「*」：打榜中 \| |                                         |     |     |   |   |
| - 「(1)」：兩星期冠軍 - 「[1]」：三星期冠軍 - 「{1}」：四星期冠軍                                                  | - 「/」表示未有相關資料 - 「*」：打榜中 |     |     |   |   |

| 年份   | 日期     | 電視台 | 節目名稱     | 獲獎歌曲   | 排名 |
| ------ | -------- | ------ | ------------ | ---------- | ---- |
| 2016年 | 12月22日 | Mnet   | M! Countdown | Fxxk It    | 1位  |
| 2016年 | 12月23日 | KBS2   | Music Bank   | Last Dance | 1位  |
| 2016年 | 12月25日 | SBS    | 人氣歌謠     | Fxxk It    | 1位  |
| 2017年 | 1月1日   | SBS    | 人氣歌謠     | Fxxk It    | 1位  |
| 2017年 | 1月5日   | Mnet   | M! Countdown | Fxxk It    | 1位  |
| 2017年 | 1月8日   | SBS    | 人氣歌謠     | Fxxk It    | 1位  |
| 2017年 | 1月12日  | Mnet   | M! Countdown | Fxxk It    | 1位  |
| 2017年 | 1月13日  | KBS2   | Music Bank   | Fxxk It    | 1位  |
| 2017年 | 1月20日  | KBS2   | Music Bank   | Fxxk It    | 1位  |

### 大型頒獎典禮獲獎與提名
| 年份   | 頒獎典禮             | 獎項                         | 提名項目 | 結果 | 來源   |
| ------ | -------------------- | ---------------------------- | -------- | ---- | ------ |
| 2017年 | Gaon Chart K-POP大獎 | 專輯部門年度歌手獎（第四季） | MADE     | 提名 | [ 36 ] |

## 發行歷史
| 發行地區 | 發行日期       | 發行形式           | 製作公司 | 發行公司     |
| -------- | -------------- | ------------------ | -------- | ------------ |
| 全球     | 2016年12月13日 | 數位音樂下載       | YG娛樂   | KT Music     |
|          | 2016年12月23日 | 實體專輯（限定版） | YG娛樂   | KT Music     |
|          | 2017年1月5日   | 實體專輯（普通版） | YG娛樂   | KT Music     |
| 臺灣     | 2017年1月6日   | 實體專輯           | YG娛樂   | 臺灣華納音樂 |

## 音樂錄影帶
| 1                             | 2015年5月1日   | Loser                                          | 韓語 | （页面存档备份，存于） | 163,322,265 |
| 2                             | 2015年5月1日   | Bae Bae                                        | 韓語 | （页面存档备份，存于） | 107,574,903 |
| 3                             | 2015年6月2日   | Bang Bang Bang（뱅뱅뱅）                       | 韓語 | （页面存档备份，存于） | 323,003,068 |
| 4                             | 2015年6月5日   | We Like 2 Party                                | 韓語 | （页面存档备份，存于） | 74,369,480  |
| 5                             | 2015年7月1日   | Sober（맨정신）                                | 韓語 | （页面存档备份，存于） | 104,026,728 |
| 6                             | 2015年8月5日   | Let's Not Fall in Love（우리 사랑하지 말아요） | 韓語 | （页面存档备份，存于） | 137,907,342 |
| 7                             | 2015年8月5日   | Zutter（GD&T.O.P）                             | 韓語 | （页面存档备份，存于） | 57,610,518  |
| 8                             | 2016年12月13日 | Last Dance                                     | 韓語 | （页面存档备份，存于） | 77,430,045  |
| 9                             | 2016年12月13日 | Fxxk It（에라 모르겠다）                       | 韓語 | （页面存档备份，存于） | 145,954,823 |
| 最後更新時間：2018年8月19日。 |                |                                                |      |                        |             |

## 外部連結
- 韓國官方網站 
- 日本官方網站 （日語）